# 養廉銀
養廉銀（ようれんぎん、満州語：ᡥᠠᠨᠵᠠ
ᡠᠵᡞᠷᡝ
ᠮᡝᠩᡤᡠᠨ、転写：hanja ujire menggun）または 養廉銭（ようれんせん）は、清朝の雍正帝によって創設された官吏俸給の加算制度・地方行政への交付金である。官吏に十分な給与を支給することによって汚職を未然に防止し、官吏の清廉を高める（養廉）という意図の下で導入された。ベトナムの阮朝でも明命帝の時代に清朝の制度に倣って導入された。

## 概略
清朝初期、文官の俸禄は明の万暦期に改定された『大明会典』に記載された額をそのまま使用したため、結果として俸給が著しく低く抑えられていた。例えば知県は「月給三両で、一日に一家が粗食して馬匹を養う費用に銀5-6銭かかったとすれば、一か月の間に五-六日分の費用が足りない」と評された。（『大明会典』に記載された俸給額は総合的に考えればそこまで低くなく、清初だけが特異な低さだったという異説もある。詳しくは中国語版を参照）
これでは当然生活ができないので、官吏は汚職や公金の横領に手を染め、康熙の終わり頃には汚職をしない官吏はいないと評されるほど腐敗が進んでいた。甚だしい例では康熙帝本人が行政の停滞を恐れて汚職を取り締まる事に不熱心だった。
これらの問題の解決として、次代の雍正元年（1723年）に養廉銀制度が設置され、官吏のモラルの向上と汚職対策が行われるようになった。ただし、養廉銀は全額そのまま官吏の懐に入るのではなく、地方の行政費用を支給額内で賄わなければならなかった。よって、官吏の加算俸というよりは地方行政への交付金という側面が強い。また、養廉銀の支給財源として地方官吏が勝手に取り立てていながら慣習として中央に黙認され続けた「火耗」やその他の税が廃止され、充当されることになった。このため、養廉銀の額は赴任地などによって変動していた。

## 支給額
一般的に本給の10倍、もしくは100倍の間とされている。光緒期に編纂された『清全典事例』には、総督が13,000から20,000両，巡撫が10,000から15,000両，布政使が5,000から9,000両，按察使が3,000から8,444両だったという記載がある。例えば、台湾巡撫を務めた劉銘伝の年給は155両だが、養廉銀は10,000両支給されていたという。また、台湾総兵の年俸は67両であるが、他に軍事加給144両と養廉銀が1,500両が支給されていた。

## 問題点
養廉銀は官吏すべての生計問題を解決したとは言えなかった。一般的に京官（北京在住の官吏）は職務上収入が限られてくるため、地方官から贈られる賄賂を日常的に受け取っていたという。清末の詩人、李慈銘の日記には「京官は貧乏で自力で生活ができないため、外吏（地方官）が都にやってくると、皆あの手この手を尽くして郷里の縁などを頼りにして群がりに行く」という記述がある。
また曽国藩は翰林院の検討を務めた後、家に「男目下光景漸窘　恰有俸銀接續　冬下又望外官例寄炭資　今年尚可勉強支持　至明年則更難籌畫（家庭は貧乏であり、寒い冬の下、地方官からの賄賂が不可欠だ。勉強はやれる時にしろ、来年はできないかもしれないぞ；大意）」と大書した額を置いたという。
一方で養廉銀は官吏の豪奢に拍車をかける結果にもなった。張集馨という人物が道員から按察使に昇任して北京に上京した際には、各軍機大臣・章京・六部尚書・侍郎・同郷人・同期などに合わせて一万五千両あまりもばら撒いたという。
清朝末期は慢性的な財政に苦しんでいたため、本給も養廉銀も度々遅配や未払いなどが相次いだが、官吏の中には「養廉が不足している為に掠め取っているのだ」と開き直る人物もいたという。